# 민주좌파당 (그리스)
민주좌파당(그리스어: Δημοκρατική Αριστερά)은 그리스의 친유럽주의 정당이었다. 2010년 시리자에서 친유럽주의 분파가 분리되어 만들어졌으며, 2012년 6월 그리스 총선거에서 원내정당이 됐다. 2015년 그리스 총선거에서는 범그리스 사회주의 운동과 연대하였다. 2022년 6월 1일에 해산되었다.